# Витикузо
Витикузо (итал. Viticuso) — коммуна в Италии, располагается в регионе Лацио, в провинции Фрозиноне.
Население составляет 406 человек (2008 г.), плотность населения составляет 19 чел./км². Занимает площадь 21 км². Почтовый индекс — 3040. Телефонный код — 0776.
Покровителем коммуны почитается святой Антоний Великий, празднование 1 сентября.

## Демография
Динамика населения:

## Администрация коммуны
- Официальный сайт: http://www.comune.viticuso.fr.it/ Архивная копия от 20 июля 2011 на Wayback Machine